# Max Joseph
Max Joseph (New York, 16 gennaio 1982) è un produttore cinematografico, regista e conduttore televisivo statunitense noto per essere stato il presentatore della serie televisiva Catfish: false identità, trasmessa su MTV, per le prime sette stagioni. Nel 2015 ha debuttato con il suo primo film We are your friends e, nel 2018, ha definitivamente abbandonato la serie Catfish per dedicarsi completamente alla sua carriera da regista, venendo sostituito da Kamie Crawford.